# X&Y
 (octobre 2016).
Si vous disposez d'ouvrages ou d'articles de référence ou si vous connaissez des sites web de qualité traitant du thème abordé ici, merci de compléter l'article en donnant les références utiles à sa vérifiabilité et en les liant à la section « Notes et références ».
Pour les articles homonymes, voir XY.
Albums de Coldplay
Live 2003
(2003) Viva la Vida or Death and All His Friends
(2008)
X&Y est le troisième album studio du groupe de rock alternatif britannique Coldplay, sorti le 6 juin 2005. L'album qui a été influencé par la musique électronique, a été produit par le groupe et le producteur de disques britannique Danton Supple. Le développement de l'album a été souvent troublé. Le producteur initial de l'album, Ken Nelson, était censé produire une grosse partie de l'album, cependant de nombreuses chansons écrites au cours de leurs sessions ont été abandonnées en raison de l'insatisfaction du groupe. La pochette de l'album ainsi que celles des singles qui en sont issus utilisent le code Baudot.
L'album contient douze titres et une piste cachée supplémentaire Til Kingdom Come qui est répertorié comme + dans le livret de l'album.
X&Y a été un succès commercial, atteignant la première place de nombreux charts du monde entier. Avec des ventes cumulant à 8,3 millions d'unités pour la seule année 2005, X&Y était l'album best-seller sorti en 2005 dans le monde entier. En 2011, l'album avait été vendu à plus de 13 millions d'exemplaires à travers le monde.
Concernant la réaction globale, les retours ont été généralement positifs bien que certaines critiques l'ont cité comme étant inférieur à ses prédécesseurs. L'album a fait connaître les singles Speed of Sound, Fix You, Talk, The Hardest Part', What If et White Shadows.
Le chanteur Chris Martin a expliqué ainsi le titre de l'album : « D'où ce titre X&Y qui met l'accent sur la bonne balance, les opposés qui s'attirent ou ne fonctionnent qu'avec leur équivalent. »[réf. nécessaire]

## Graphismes
La pochette de l'album ainsi que celles des singles qui en sont issus utilisent le code Baudot,. Marcus du Sautoy explique dans « Le mystère des nombres » que le code comporte une erreur : le « & » est en fait codé par un « 9 », les deux caractères étant fort semblables.

## Liste des titres
| No  | Titre                | Durée |
| --- | -------------------- | ----- |
| 1.  | Square One           | 4:47  |
| 2.  | What If              | 4:57  |
| 3.  | White Shadows        | 5:28  |
| 4.  | Fix You              | 4:55  |
| 5.  | Talk                 | 5:11  |
| 6.  | X&Y                  | 4:34  |
| 7.  | Speed of Sound       | 4:48  |
| 8.  | A Message            | 4:45  |
| 9.  | Low                  | 5:32  |
| 10. | The Hardest Part     | 4:25  |
| 11. | Swallowed in the Sea | 3:59  |
| 12. | Twisted Logic        | 5:01  |
| 13. | Til Kingdom Come     | 4:10  |

## Chansons notables

### Til Kingdom Come
Til Kindgom Come est la dernière chanson de l'album X&Y du groupe Coldplay, paru en 2005. Piste cachée, la chanson devait initialement être enregistrée par le chanteur-compositeur américain Johnny Cash avec Chris Martin, mais la mort prématurée du premier empêcha l'aboutissement du projet.

## Classements hebdomadaires
| Classement (2005)                  | Meilleure place |
| ---------------------------------- | --------------- |
| Allemagne (Media Control AG)       | 1               |
| Australie (ARIA)                   | 1               |
| Autriche (Ö3 Austria Top 40)       | 1               |
| Belgique (Flandre Ultratop)        | 1               |
| Belgique (Wallonie Ultratop)       | 1               |
| Canada (Canadian Albums Chart)     | 1               |
| Danemark (Tracklisten)             | 1               |
| Espagne (Promusicae)               | 2               |
| États-Unis (Billboard 200)         | 1               |
| Finlande (Suomen virallinen lista) | 1               |
| France (SNEP)                      | 1               |
| Irlande (UK Rock and Metal Chart)  | 1               |
| Italie (FIMI)                      | 1               |
| Norvège (VG-lista)                 | 1               |
| Nouvelle-Zélande (RIANZ)           | 1               |
| Pays-Bas (Mega Album Top 100)      | 1               |
| Portugal (AFP)                     | 1               |
| Royaume-Uni (UK Albums Chart)      | 1               |
| Suède (Sverigetopplistan)          | 1               |
| Suisse (Schweizer Hitparade)       | 1               |

## Certifications
| Pays              | Certification | Ventes/Équivalence |
| ----------------- | ------------- | ------------------ |
| États-Unis (RIAA) | 3 × Platine   | 3 000 000          |
| France (SNEP)     | 2 × Platine   | 400 000            |